# 11 mai 1958
Le 11 mai 1958 est le 131e jour de l'année 1958 du calendrier grégorien. Il s'agit d'un dimanche. 

## Évènements
- La quille de l'Andrea Doria (553) est posée dans les chantiers navals de Riva Trigoso près de Sestri Levante.
- Essai nucléaire Fir de l'opération Hardtack I dans l'atoll de Bikini.

### Sport
- Fin du championnat de France de football 1957-1958

## Naissances
- Christian Brando, fils aîné de Marlon Brando
- Marc Décimo, écrivain, linguiste et historien d'art français
- Brice Hortefeux, homme politique français
- Isabelle Mergault, actrice et réalisatrice française
- Cathy Sabroux, actrice et chanteuse française

## Décès
- Ali Belhouane, militant et homme politique tunisien
- Arza Clair Casselman, avocat et homme politique canadien
- Charles-René Darrieux, peintre français
- Lucien Lelong, couturier français